# Hyrachyus
†Hyrachyus – rodzaj wymarłych ssaków, prawdopodobnie przodków tapirów i nosorożców.
- Występowanie:
  - Czas: wczesny eocen,
  - Miejsce: Europa.

- Cechy: brak rogu i pięciopalcowe odnóża.

- Wysokość w kłębie: 1,20 m.